# Donald Smart
Donald Smart   (Toungoo, 7 de gener de 1942) és un jugador d'hoquei sobre herba australià, ja retirat, que va competir durant les dècades de 1960 i 1970.
Durant la seva carrera esportiva va prendre part en tres edicions dels Jocs Olímpics d'Estiu. El 1964, a Tòquio, va guanyar la medalla de bronze en la competició d'hoquei sobre herba, el 1968, a Ciutat de Mèxic, va guanyar la medalla de plata, mentre el 1972 fou cinquè. Va jugar 96 partits amb la selecció australiana, en què marcà 25 gols. El 2010 fou incorporat al Hall of Fame Hockey Australia.